# Vijf wolken
Articulate, in de volksmond Vijf wolken, is een kunstwerk in Amsterdam-Oost. Het is een schepping van de kunstenaar Bert van Loo. 
Het kunstwerk werd rond 1993 geplaatst voor het Instituut voor Taxonomische Zoölogie, dat was gevestigd aan Mauritskade 61 in de Oosterparkbuurt. Het instituut onderzocht onder andere krabachtigen. De  kunstenaar liet zich inspireren door de medewerkers, die zeiden dat hun eerste blik door een microscoop een van de belangrijkste momenten in hun leven was. De vijf glasplaten op een granieten sokkel laten details van de dieren zien, als ware liggende onder een microscoop. Elke wolk heeft diverse lagen, zodat men het idee moet krijgen van een preparaat. De vijf achter elkaar staande glasplaten geven hetzelfde idee. 
Het beeld werd in de loop van 2020 verplaatst naar het Amsterdam Science Park. Het gebouw aan de Mauritskade waar het oorspronkelijk voor stond werd omgebouwd tot hotel. Door de plaatsing op het terrein van het Amsterdam Science Park werd het weer verbonden met de wetenschap.

## Afbeeldingen

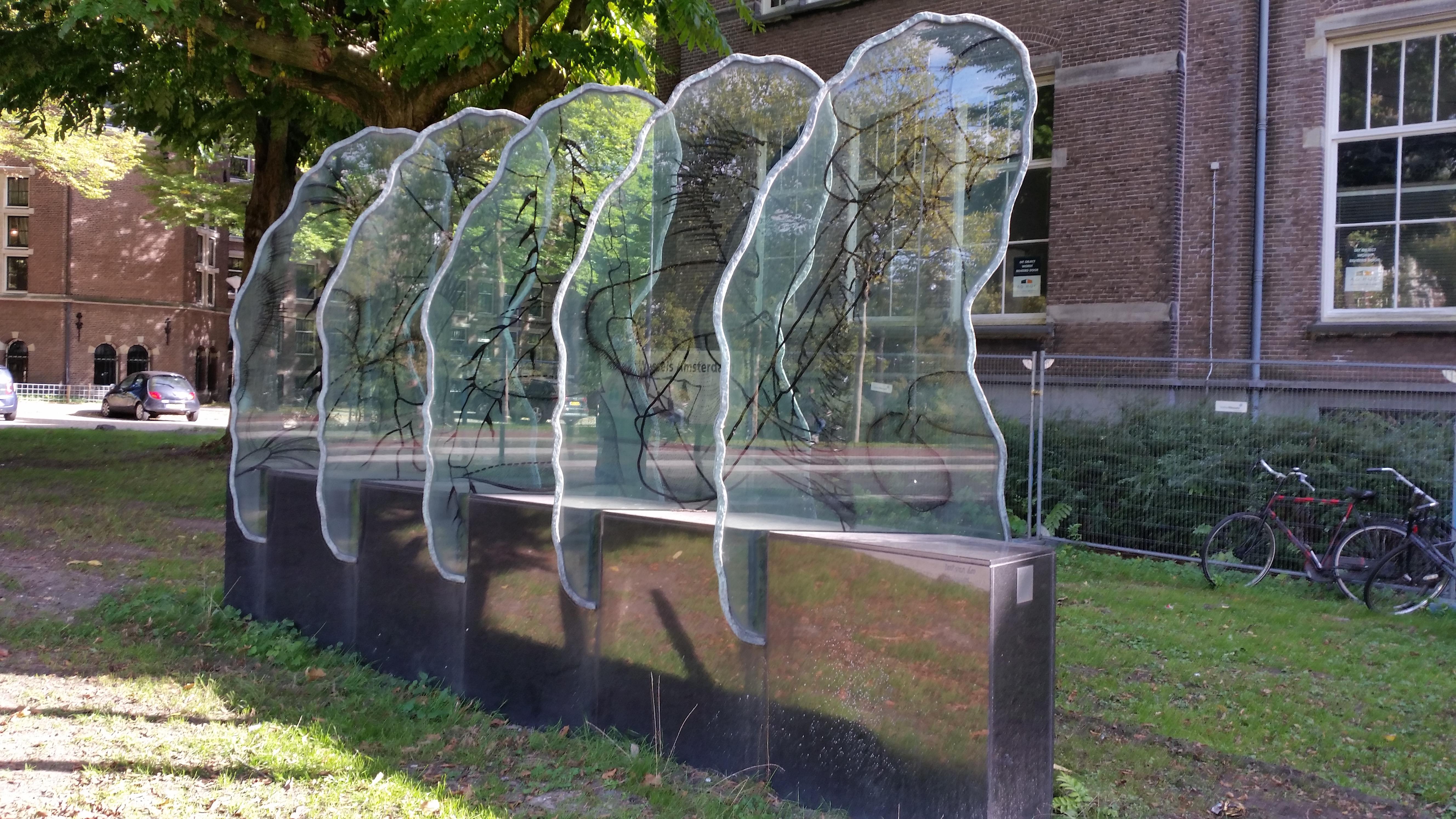
Vijf wolken (Mauritskade, september 2018)
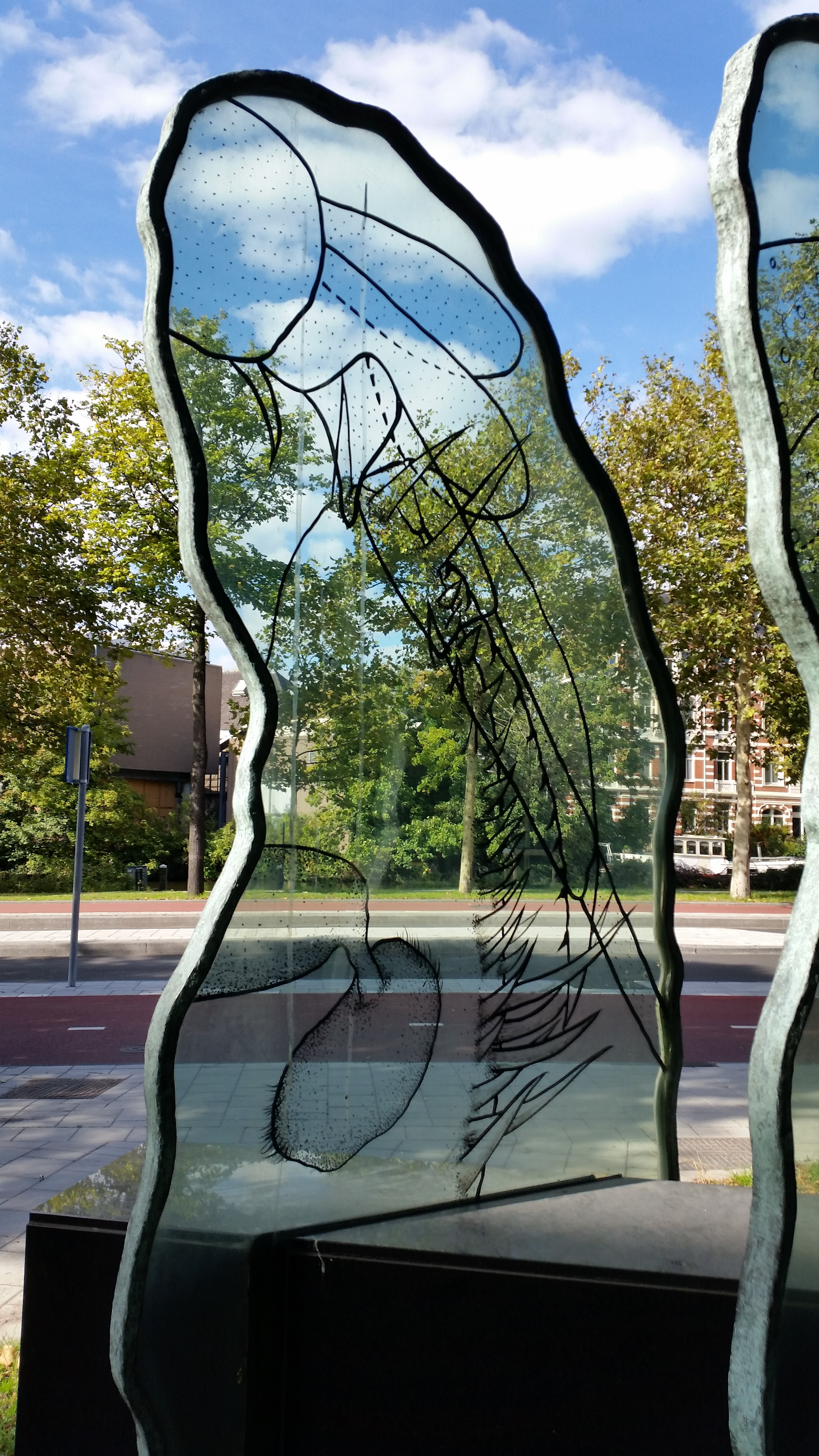
Een van de vijf wolken (Mauritskade, september 2018)
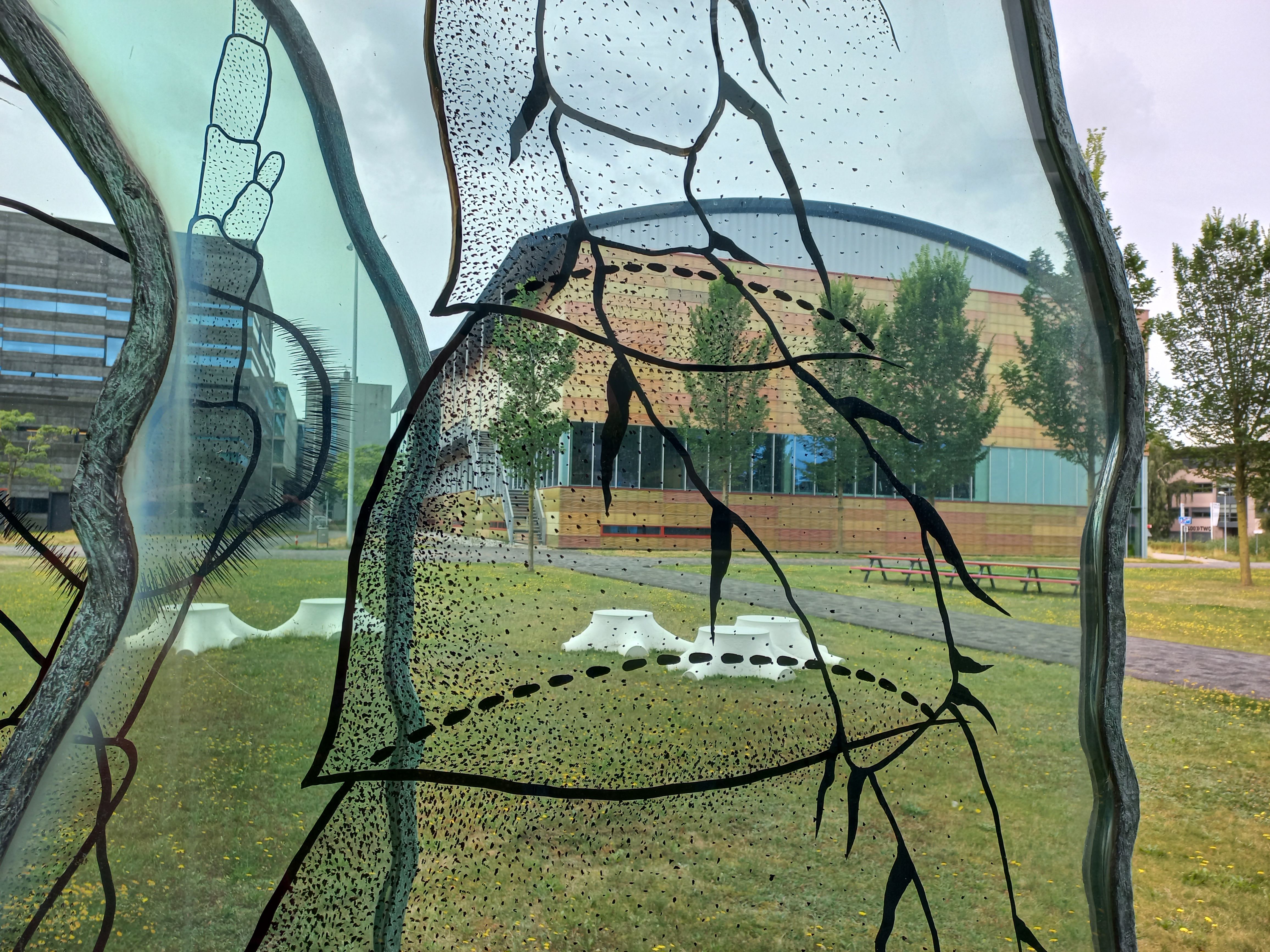
Detail van middelste wolk, achtergrond kunstwerk Trees (augustus 2024)